# Harry Edwin Wood
Harry Edwin Wood, född 3 februari 1881  i Manchester, Storbritannien, död 27 februari 1946 i Cradock, Sydafrika, var en brittisk astronom.
Han var verksam vid Union Observatory i Johannesburg, Sydafrika.
Han upptäckte asteroiden 1595 Tanga tillsammans med den sydafrikanske astronomen Cyril V. Jackson
Minor Planet Center listar honom som upptäckare av 12 asteroider mellan 1911 och 1932.
Han har fått asteroiden 1660 Wood uppkallad efter sig.

## Asteroider upptäckta av Harry Wood
| 715 Transvaalia                              | 22 april 1911   |
| 758 Mancunia                                 | 18 maj 1912     |
| 790 Pretoria                                 | 16 januari 1912 |
| 982 Franklina                                | 21 maj 1922     |
| 1032 Pafuri                                  | 30 maj 1924     |
| 1096 Reunerta                                | 21 juli 1928    |
| 1241 Dysona                                  | 4 mars 1932     |
| 1305 Pongola                                 | 19 juli 1928    |
| 1595 Tanga [A]                               | 19 juni 1930    |
| 1663 van den Bos                             | 4 augusti 1926  |
| 2193 Jackson                                 | 18 maj 1926     |
| 3300 McGlasson                               | 10 juli 1928    |
| Upptäckt tillsammans med: A Cyril V. Jackson |                 |